# Franz Wagner (Politiker, 1872)
Franz Wagner (geb. 19. Januar 1872 in Aich, Pitzenberg; gest. 29. September 1958 in Schwanenstadt) war ein österreichischer Lokalpolitiker und von 1919 bis 1925 Landtagsabgeordneter für die Christlichsoziale Partei in Oberösterreich.

## Leben

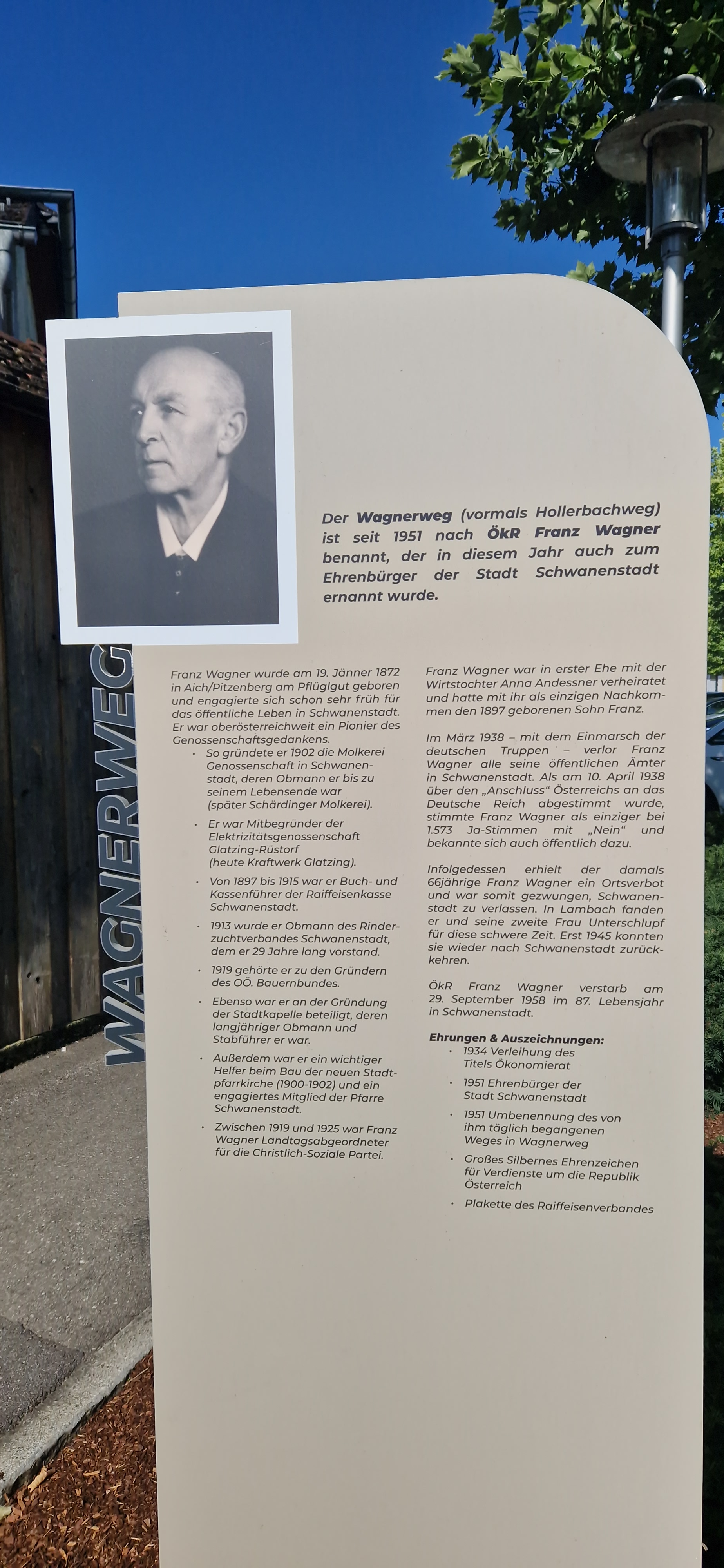
Gedenktafel für Franz Wagner in Schwanenstadt

Wagner engagierte sich sehr früh für das öffentliche Leben in Schwanenstadt. Er war oberösterreichweit ein Pionier des Genossenschaftsgedankens. Er war in erster Ehe mit der Wirtstochter Anna Andessner verheiratet und hatte mit ihr als einzigen Nachkommen den 1897 geborenen Sohn Franz.
Wagner war 1902 Mitbegründer der Molkerei-Genossenschaft Schwanenstadt und Obmann bis zu seinem Lebensende. Ebenfalls war er Mitbegründer der Elektrizitätsgenossenschaft Glatzing-Rüstorf (heute Kraftwerk Glatzing), Buch- und Kassenführer der Raiffeisenkasse Schwanenstadt, Obmann des Rinderzuchtverbandes Schwanenstadt von 1913 bis 1942 und Mitbegründer der Stadtkapelle Schwanenstadt, langjähriger Stabführer und Obmann.
1919 war er Mitbegründer des Oberösterreichischen Bauernbundes. Von 1919 bis 1925 war er Abgeordneter der Christlichsozialen Partei im Landtag Oberösterreichs (Wahlperiode XII).
Mit dem Einmarsch der deutschen Truppen 1938 verlor Franz Wagner alle seine öffentlichen Ämter in Schwanenstadt. Als bei der Reichstagswahl und Volksabstimmung am 10. April 1938 über den „Anschluss“ Österreichs an das Deutsche Reich abgestimmt wurde, stimmte er bei 1.573 Ja-Stimmen als Einziger mit „Nein“ und bekannte sich auch öffentlich dazu. Infolgedessen erhielt der damals 66-Jährige ein Ortsverbot und war gezwungen, Schwanenstadt zu verlassen. In Lambach fanden er und seine zweite Frau Unterschlupf. Erst 1945 konnten sie wieder nach Schwanenstadt zurückkehren.

## Ehrungen und Auszeichnungen
- 1934: Verleihung des Titels Ökonomierat
- 1951: Ehrenbürger der Stadt Schwanenstadt
- 1951: Umbenennung des von ihm täglich begangenen Weges in Wagnerweg
- Großes Silbernes Ehrenzeichen für Verdienste um die Republik Österreich
- Plakette des Raiffeisenverbandes

| Personendaten    | Personendaten              |
| ---------------- | -------------------------- |
| NAME             | Wagner, Franz              |
| KURZBESCHREIBUNG | österreichischer Politiker |
| GEBURTSDATUM     | 19. Januar 1872            |
| GEBURTSORT       | Aich, Pitzenberg           |
| STERBEDATUM      | 29. September 1958         |
| STERBEORT        | Schwanenstadt              |